# Peter Hoppe (Unternehmer)

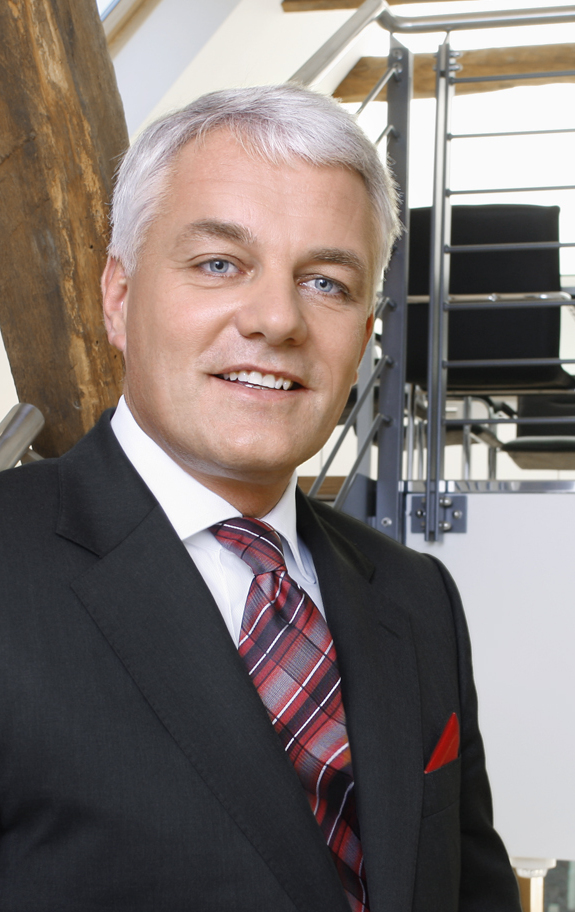
Peter Hoppe (2009)

Peter Hoppe (* 13. Januar 1968 in Lünen) ist ein deutscher Unternehmer.
Hoppe ist Geschäftsführer der  Hoppe VermögensBetreuung GmbH & Co. KG und der Hoppe Treuhand GmbH, jeweils mit Sitz in Menden (Sauerland). Im Februar 2017 wurde er von den Wirtschaftsfachzeitschriften €uro, €uro am Sonntag und Börse Online zum zweiten Mal in Folge zum „Finanzberater des Jahres“ gewählt. Im Juni 2018 wurde Hoppe für seine wissenschaftliche Arbeit mit dem Thema „Messung von Dienstleistungsqualität in der Finanzportfolioverwaltung aus Sicht privater Kunden“ mit dem Wissenschaftspreis 2018 des Financial Planning Standards Board Deutschland e. V. (FPSB Deutschland) ausgezeichnet.
2007 initiierte Hoppe gemeinsam mit Jan Dirk Hartmann die Gründung der Mendener Stiftung Denkmal und Kultur, um mit dieser „ein Zeichen für den Erhalt historischer Bauten“ zu setzen. Sie restaurierte 2009 mit Unterstützung durch die NRW-Stiftung eines der ältesten Häuser in Menden, das Schmarotzerhaus an der Stadtmauer. Ein weiteres Projekt war 2011 die Restaurierung des Poenigeturms, einen der Schwerpunkte der mittelalterlichen Befestigungsanlage der Stadt.
Gemeinsam mit Frank Keuper, Inhaber des Lehrstuhls für Betriebswirtschaftslehre an der Steinbeis-Hochschule Berlin, gab Hoppe im Jahr 2016 das Fachbuch Strategische Vermögensverwaltung heraus. Er ist Herausgeber des Ratgebers Erfolgreich investieren.
Hoppe ist Vorstandsmitglied des Fördervereins Kinder und Jugendliche Platte Heide e. V.